# Donoessus striatus
Donoessus striatus är en spindelart som beskrevs av Simon 1902. Donoessus striatus ingår i släktet Donoessus och familjen hoppspindlar. Inga underarter finns listade i Catalogue of Life.